# کتابخانه ایالتی ویکتوریا

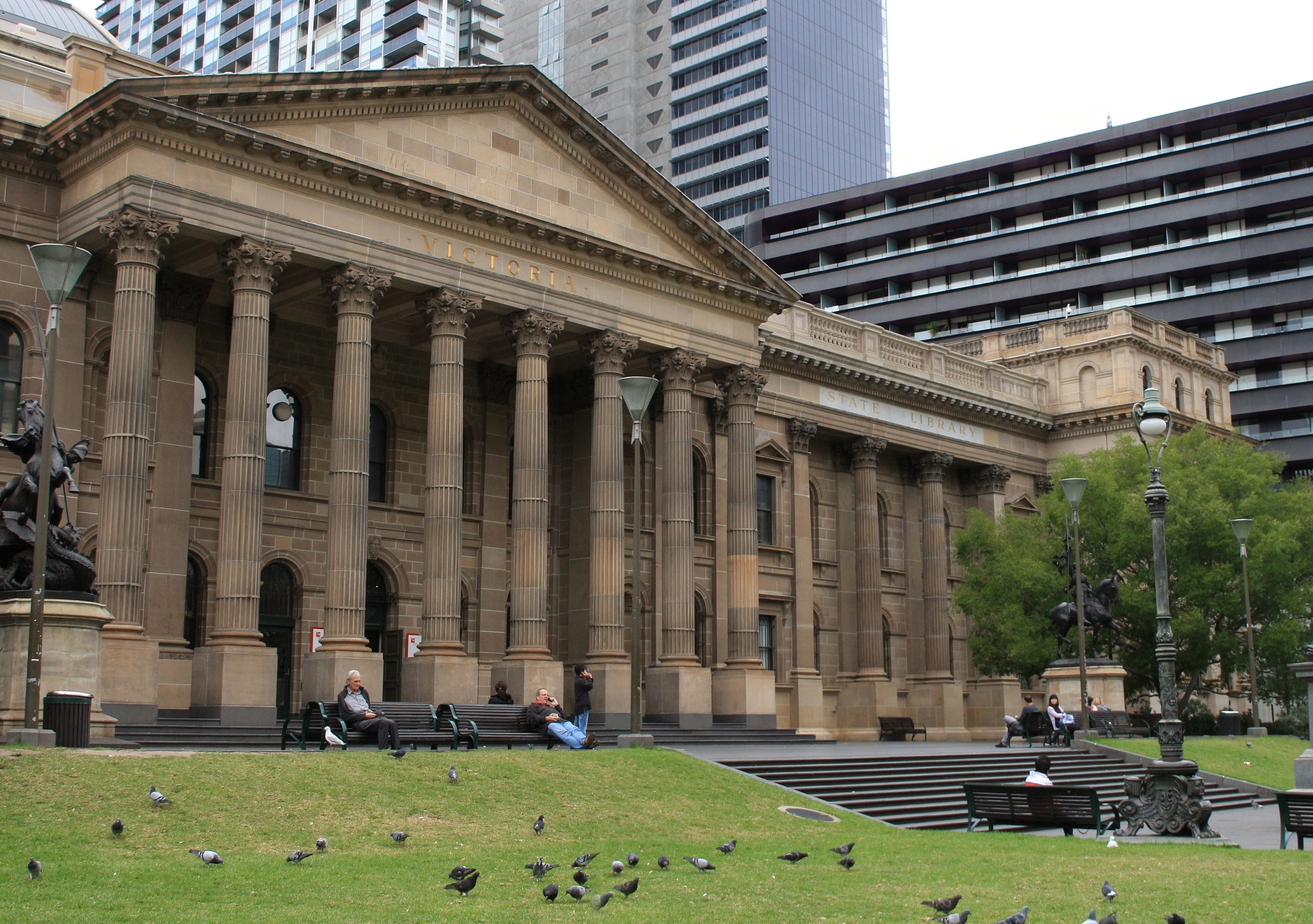
نمای بیرونی ساختمان کتابخانه ایالتی ویکتوریا

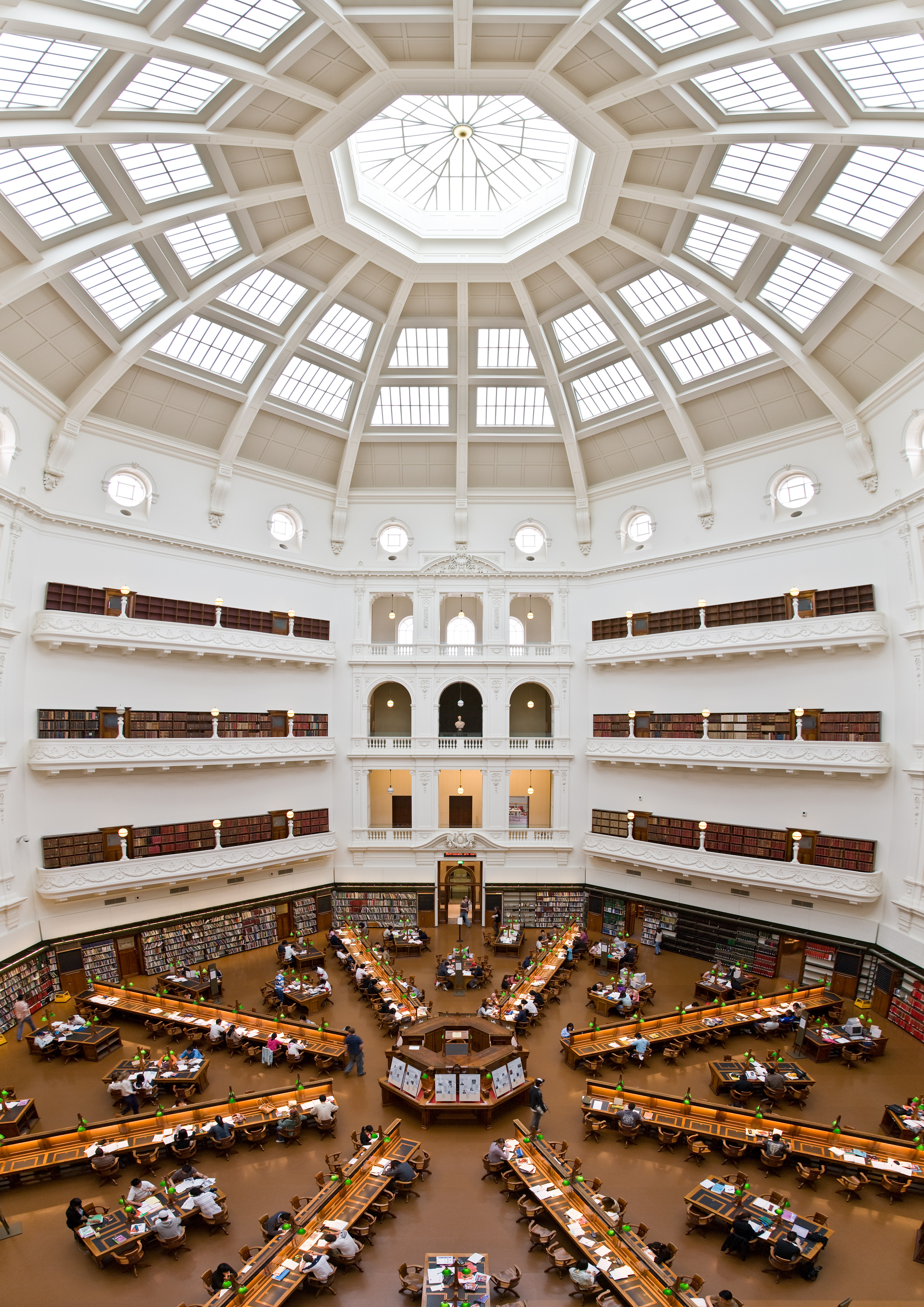
سالن بزرگ مطالعه

کتابخانه ایالتی ویکتوریا (به انگلیسی: State Library of Victoria) کتابخانه مرکزی شهر ملبورن در ایالت ویکتوریا، استرالیا است. کتابخانه ایالتی ویکتوریا در سال ۱۸۵۶ گشایش یافت.

## نگارخانه

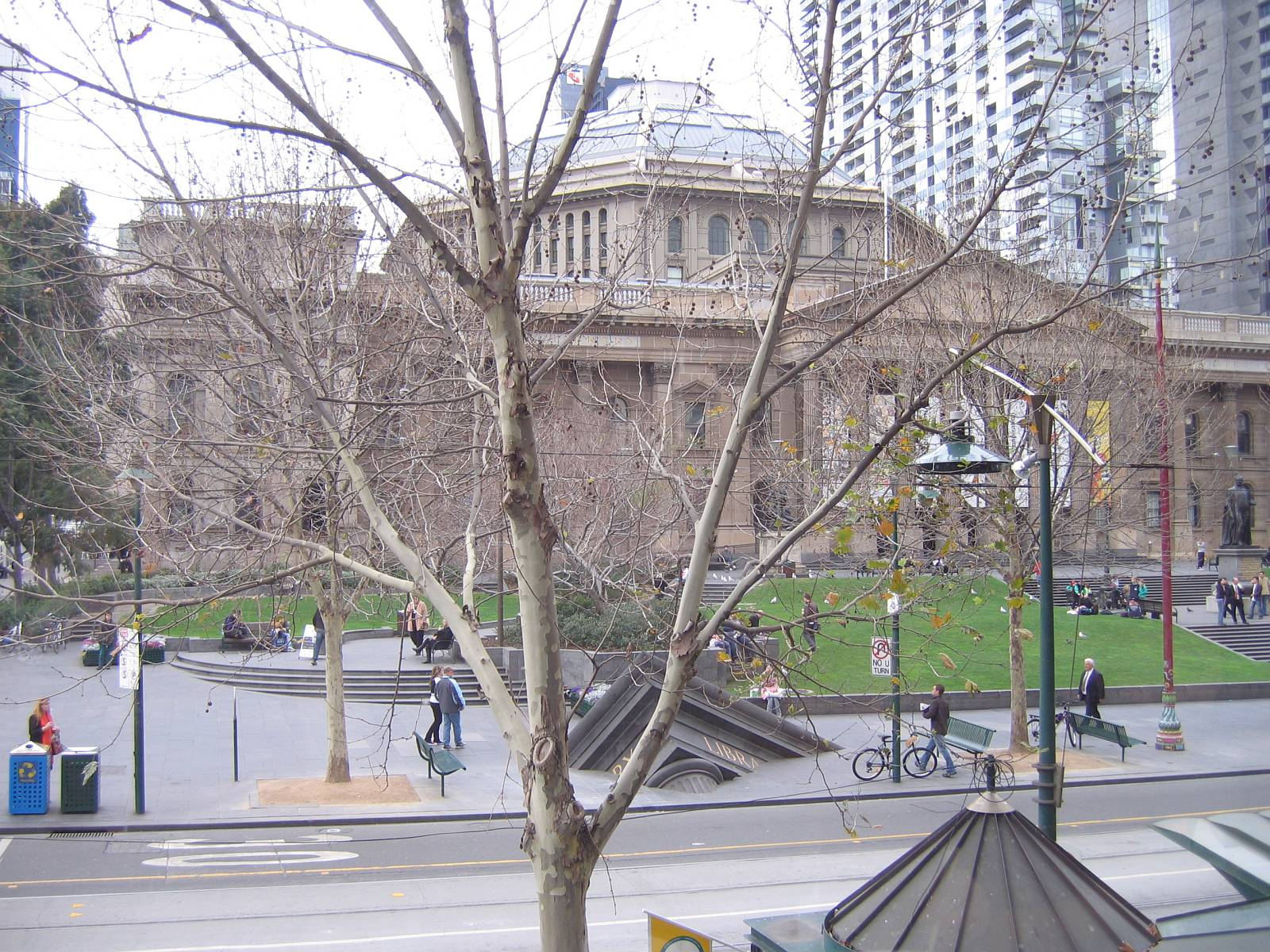
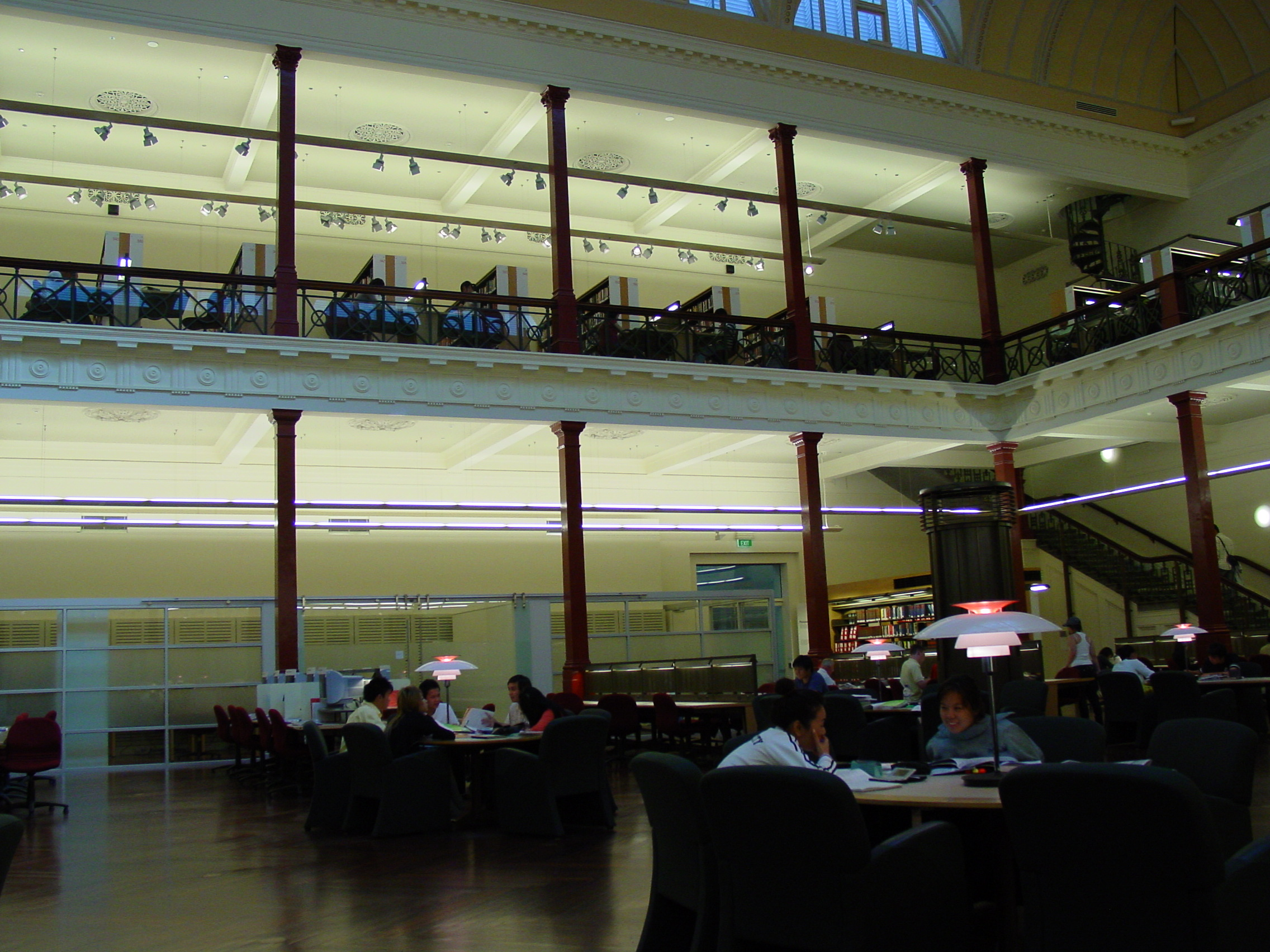
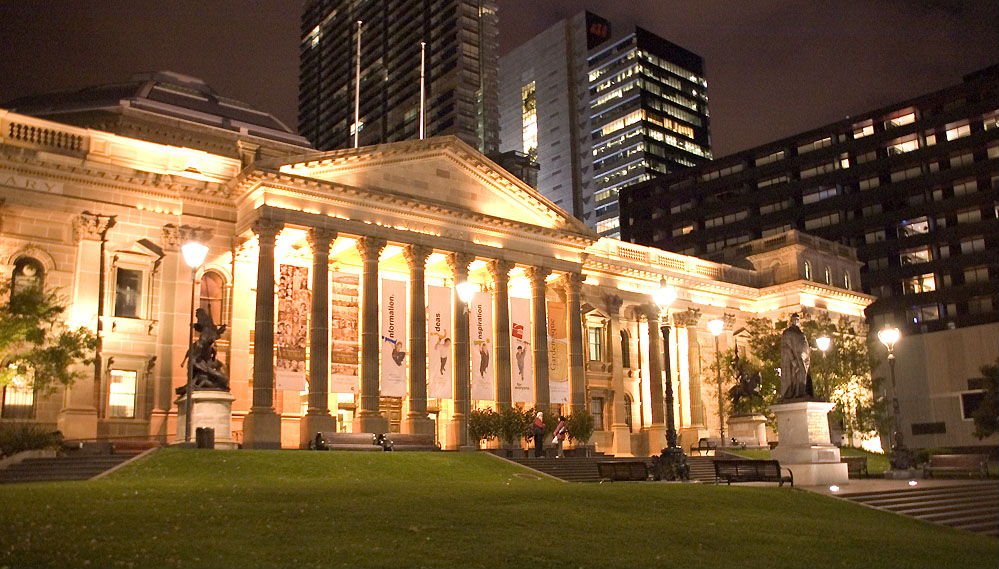
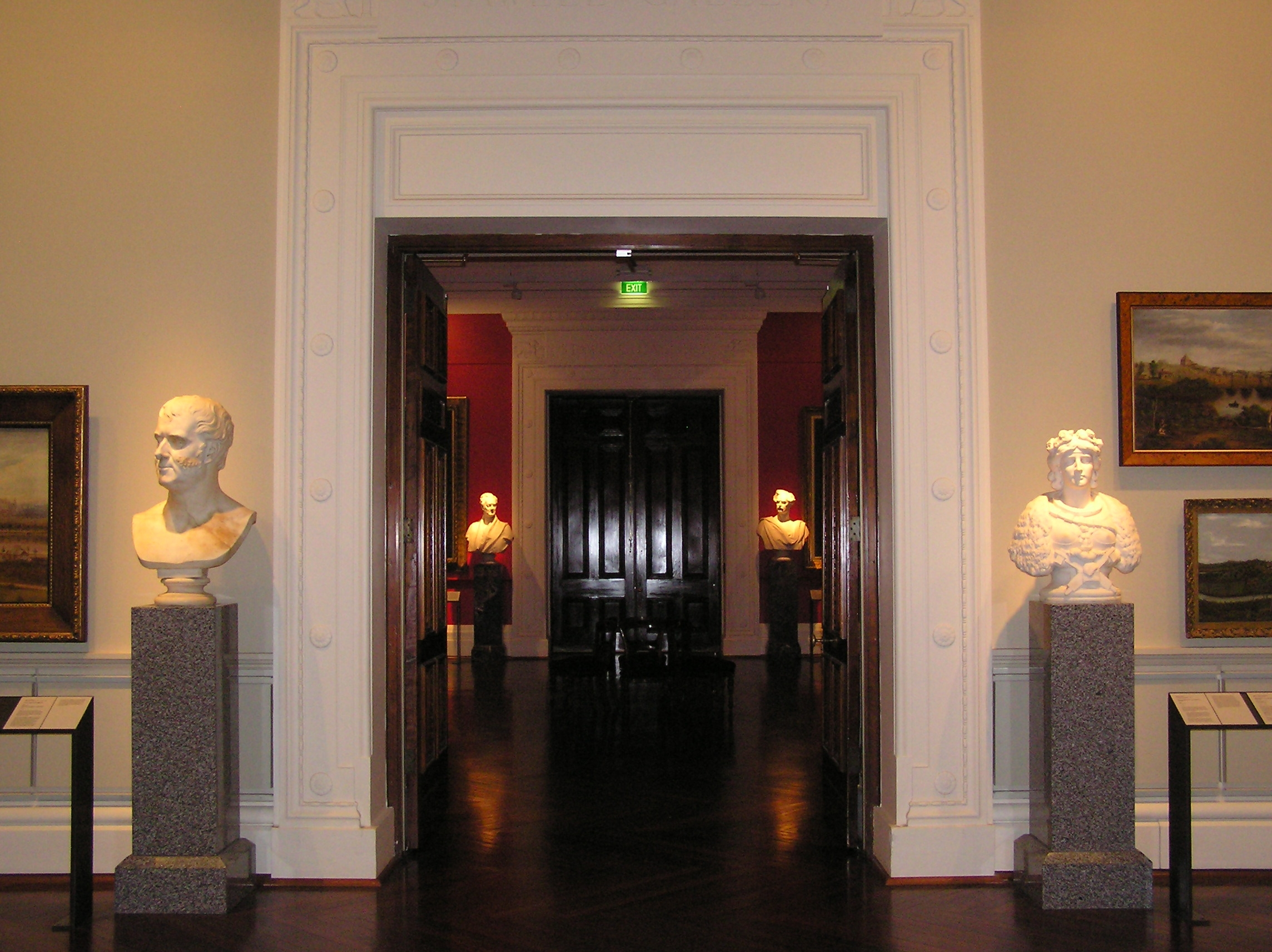
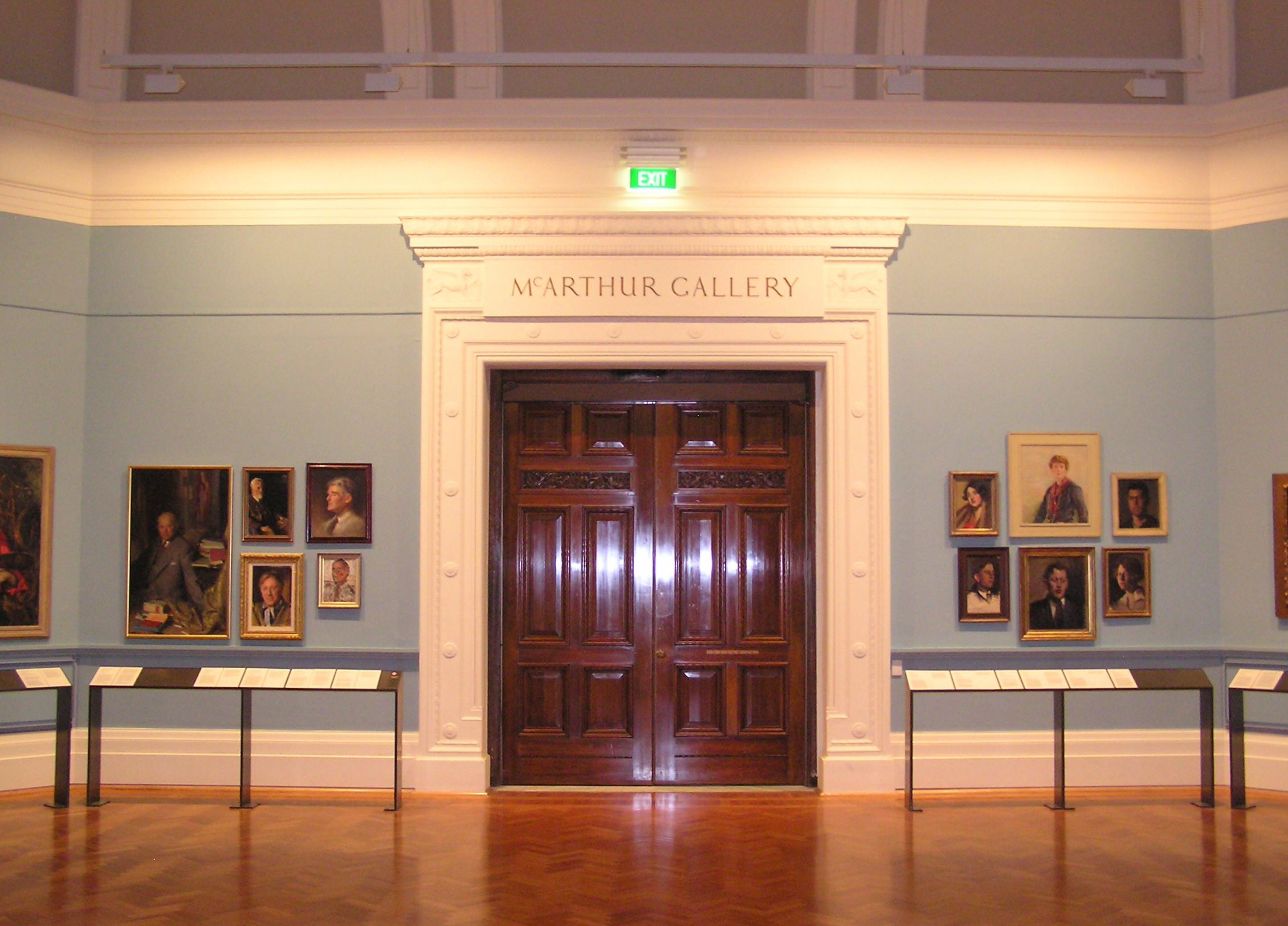
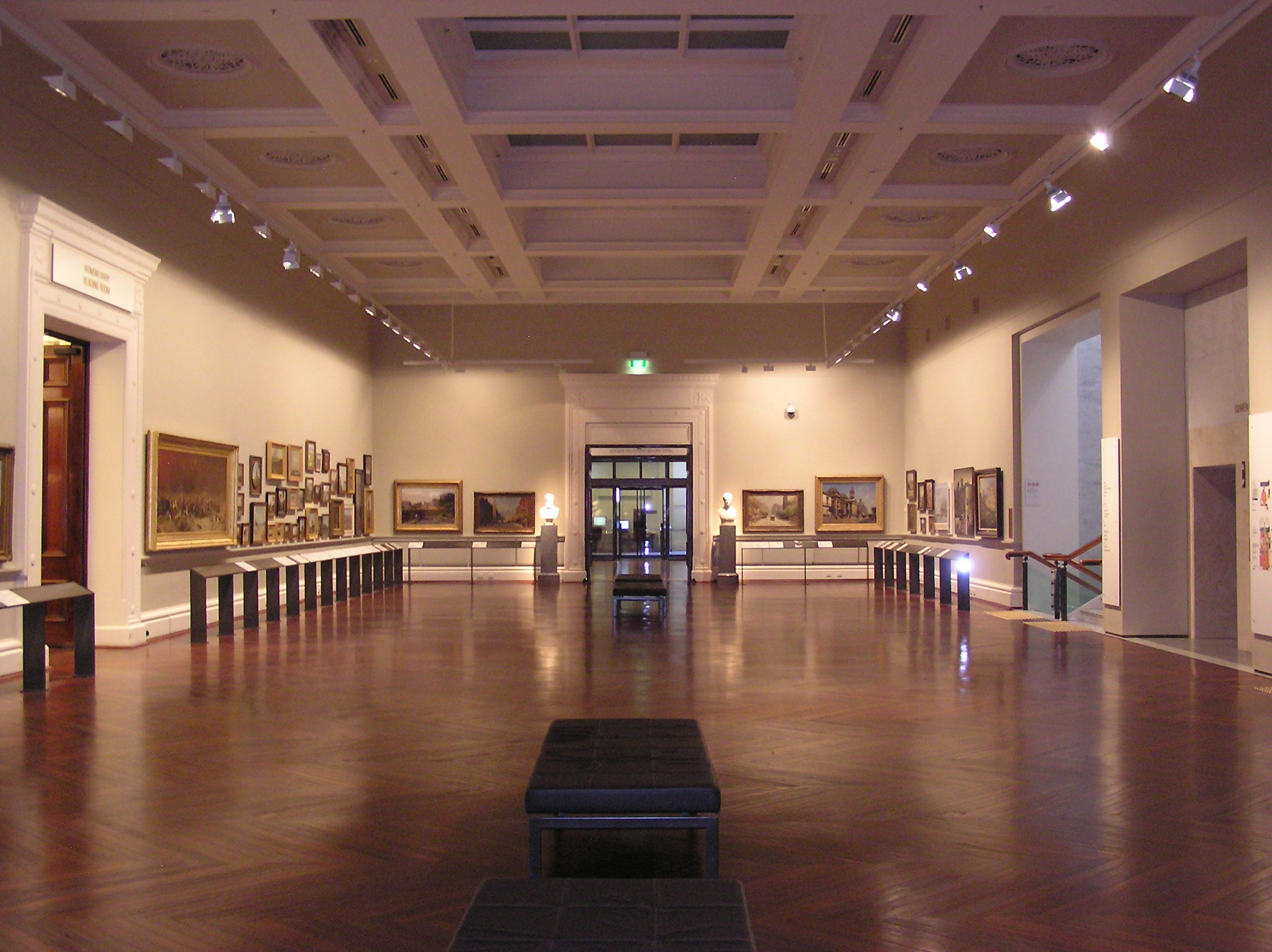
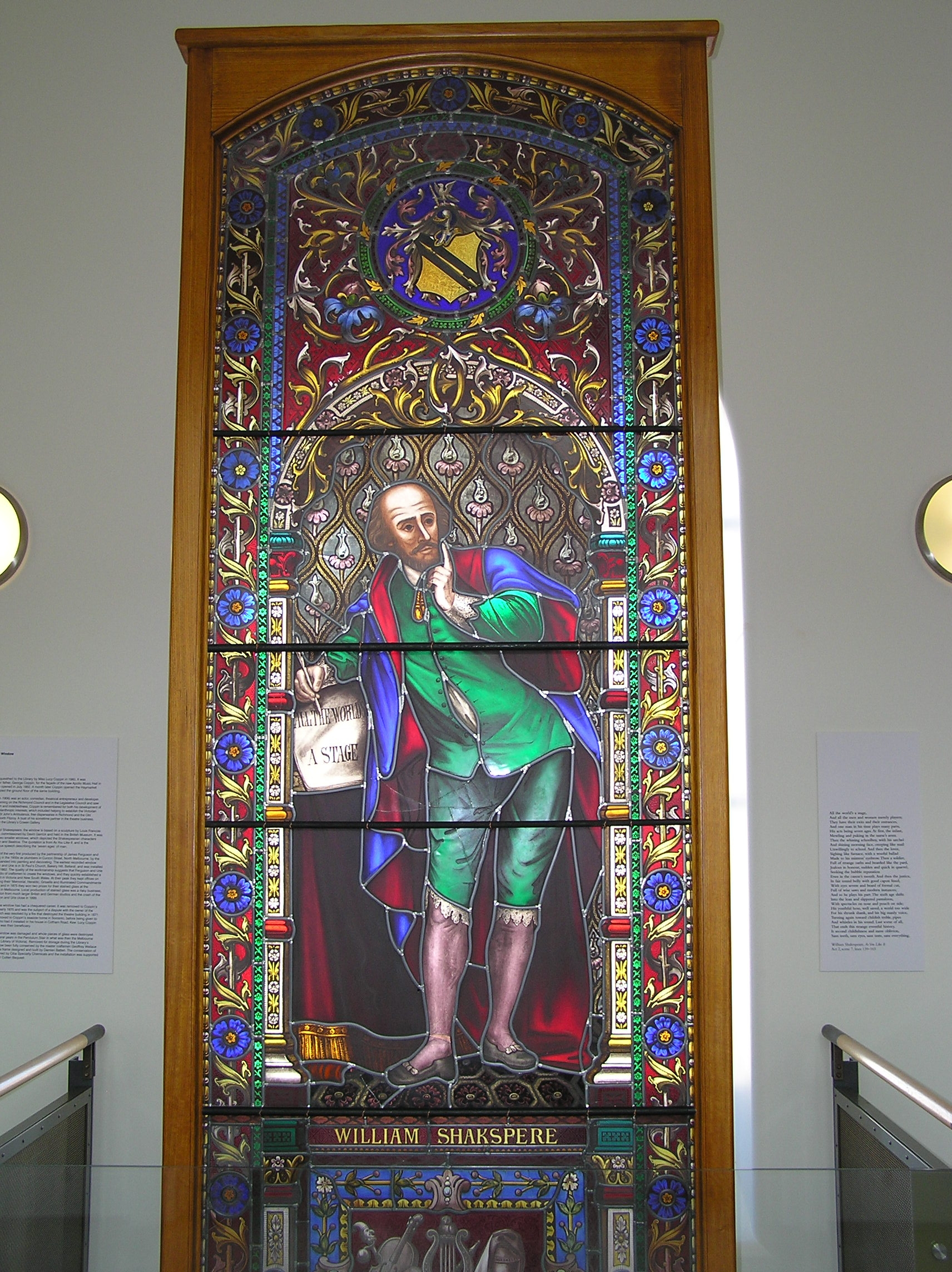
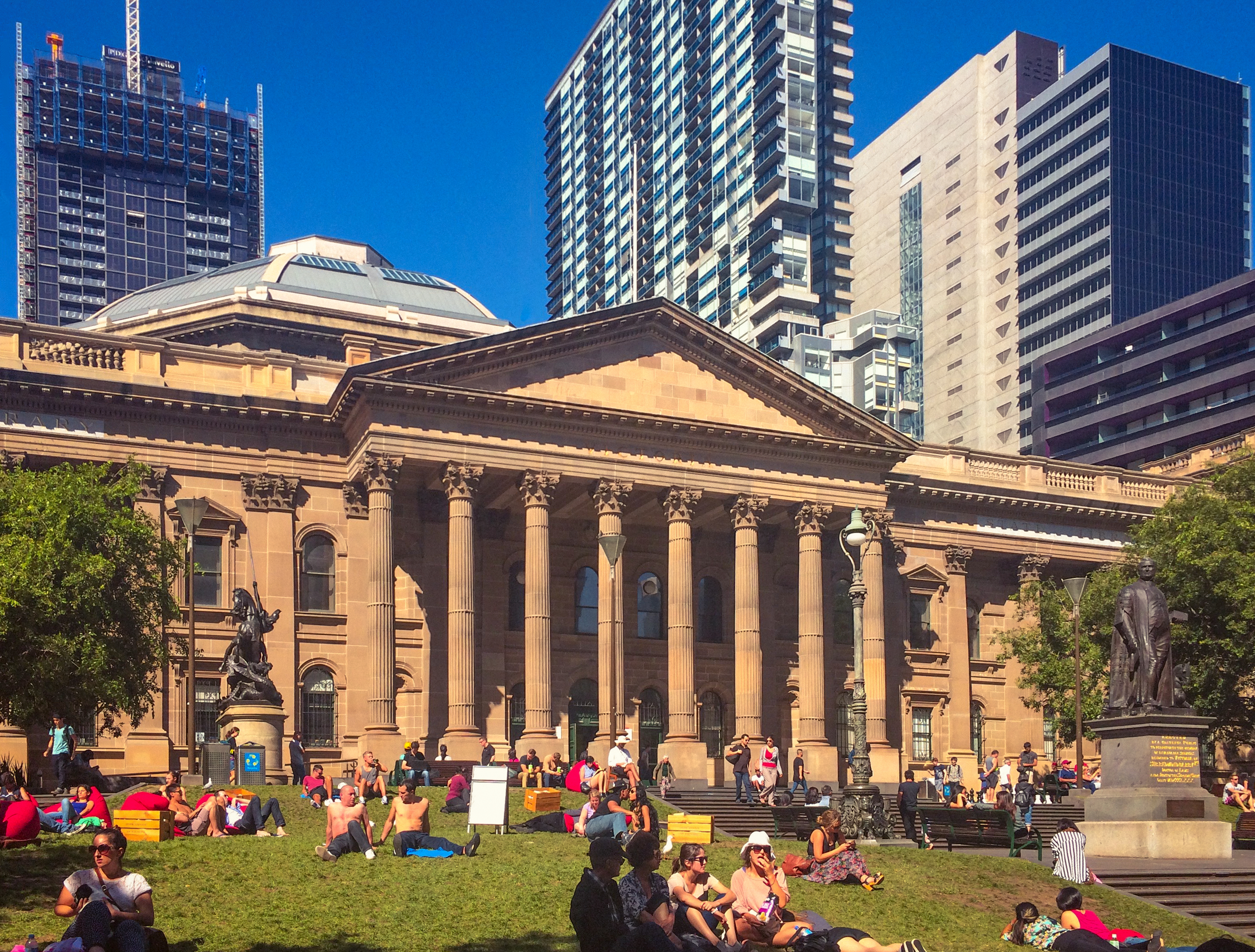